# Kungsholmen (district)
Kungsholmen est un des district du centre-ville de Stockholm en Suède.

## Description
Le district comprend les quartiers de Kungsholmen, Stadshagen, Kristineberg, Fredhäll, Marieberg, Lilla Essingen et Stora Essingen.
Il englobe notamment les îles de Kungsholmen, Lilla Essingen et Stora Essingen.
Son nom signifie littéralement « l’île du roi ».
Le nombre d'habitants du district était de 70 839 en 2022.
Le district a été créé dans le cadre de la réforme des districts en 1997.
L'ouest de l'île est résidentiel, tandis que l'est est une circonscription administrative occupée par des entreprises privées et des organismes administratifs publics tels que : palais de justice de Stockholm, l'hôtel de ville de Stockholm, les archives municipales (sv), les archives nationales, le quartier général de la police, etc.
Le siège des principaux journaux suédois Dagens Nyheter, Svenska Dagbladet et Aftonbladet et le lycée Français Saint Louis se trouvent également dans le district.
Le parc Rålambshovsparken, comprend un skatepark, des aires de jeux, un amphithéâtre, un terrain de basket et de grands espaces ouverts.
Deux autres parcs de Kungsholmen sont le Kronobergsparken et Nelly Sachs park.

## Histoire
Au XVème siècle, l'île était habitée par des franciscains.
À cette époque, le quartier s'appelait Munklägret, ce qui signifie le camp des moines.
L'ordre fonda une usine de tuiles à Rålambshov et vivait principalement de la pêche et de l'agriculture. À la suite de la Réforme, l'île fut placée sous l'administration de la couronne en 1527.
En 1672, elle fut cédée à la ville de Stockholm et reçut sa propre paroisse et son nom actuel.
A cette époque, il fut envisagé de renommer le quartier Västermalm, conformément à la tradition de Stockholm. Le monarque régnant Charles XI « a décidé du nom royal. »

## Galerie

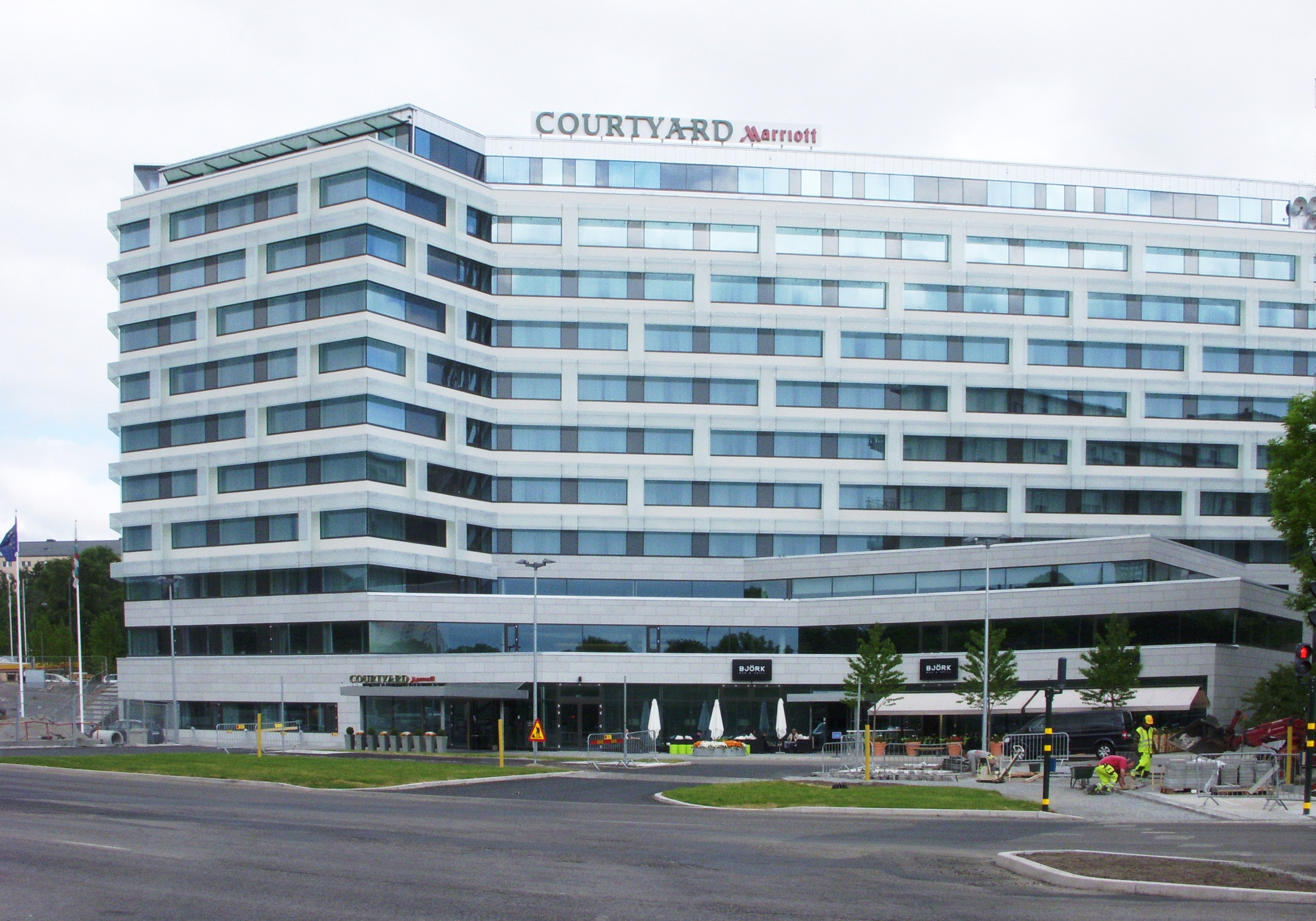
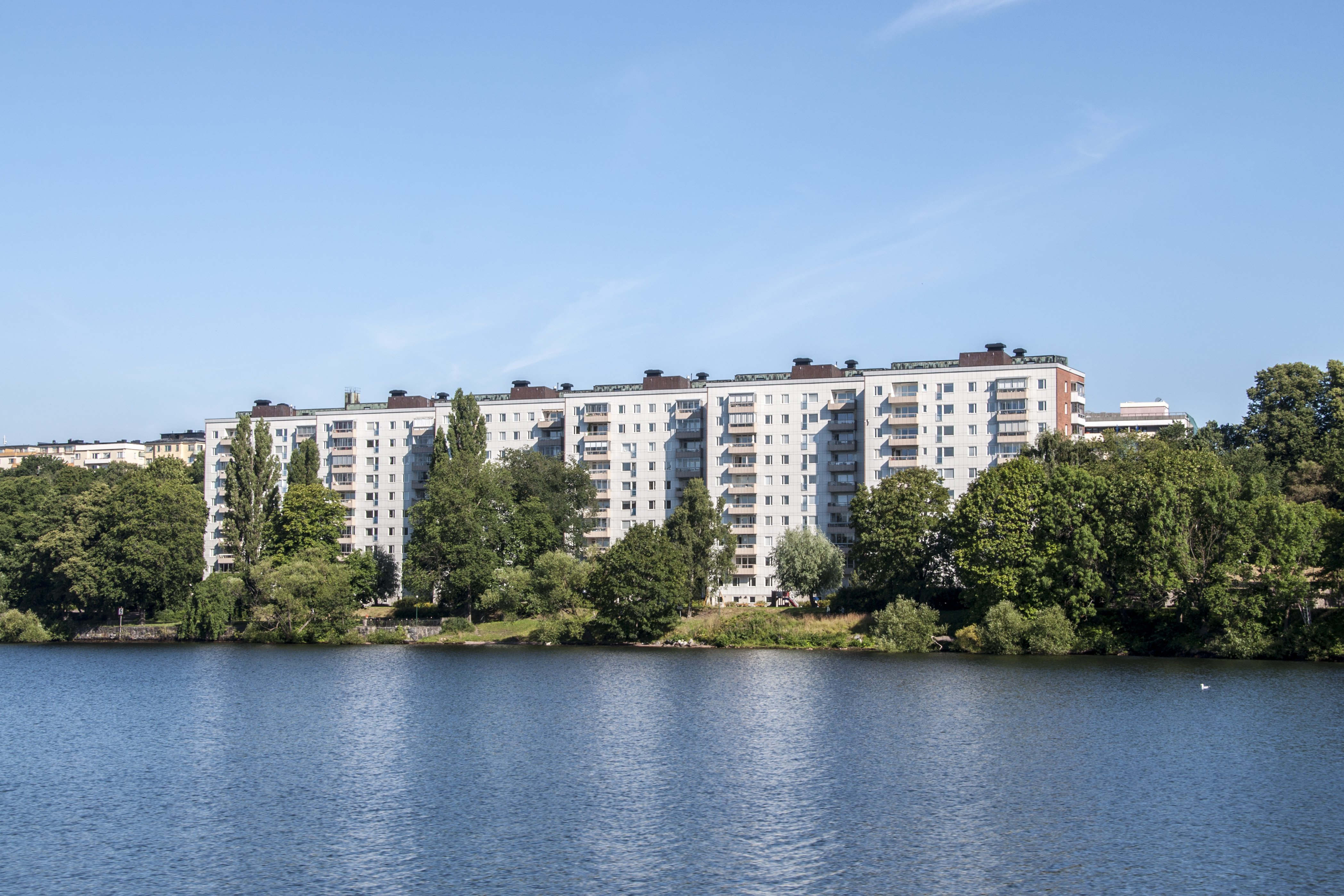
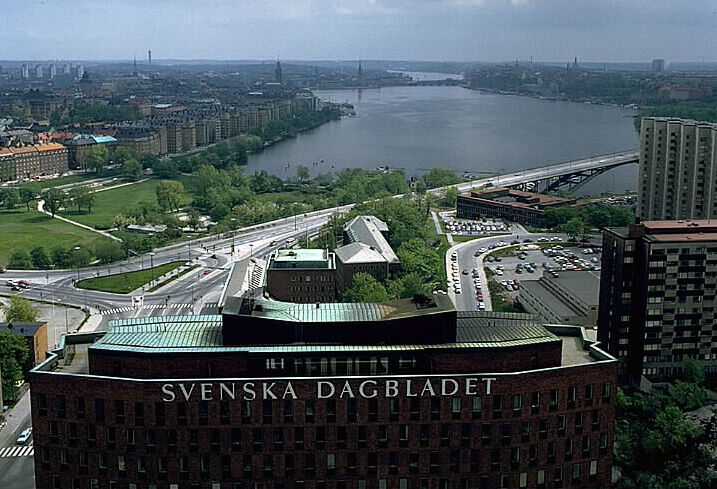
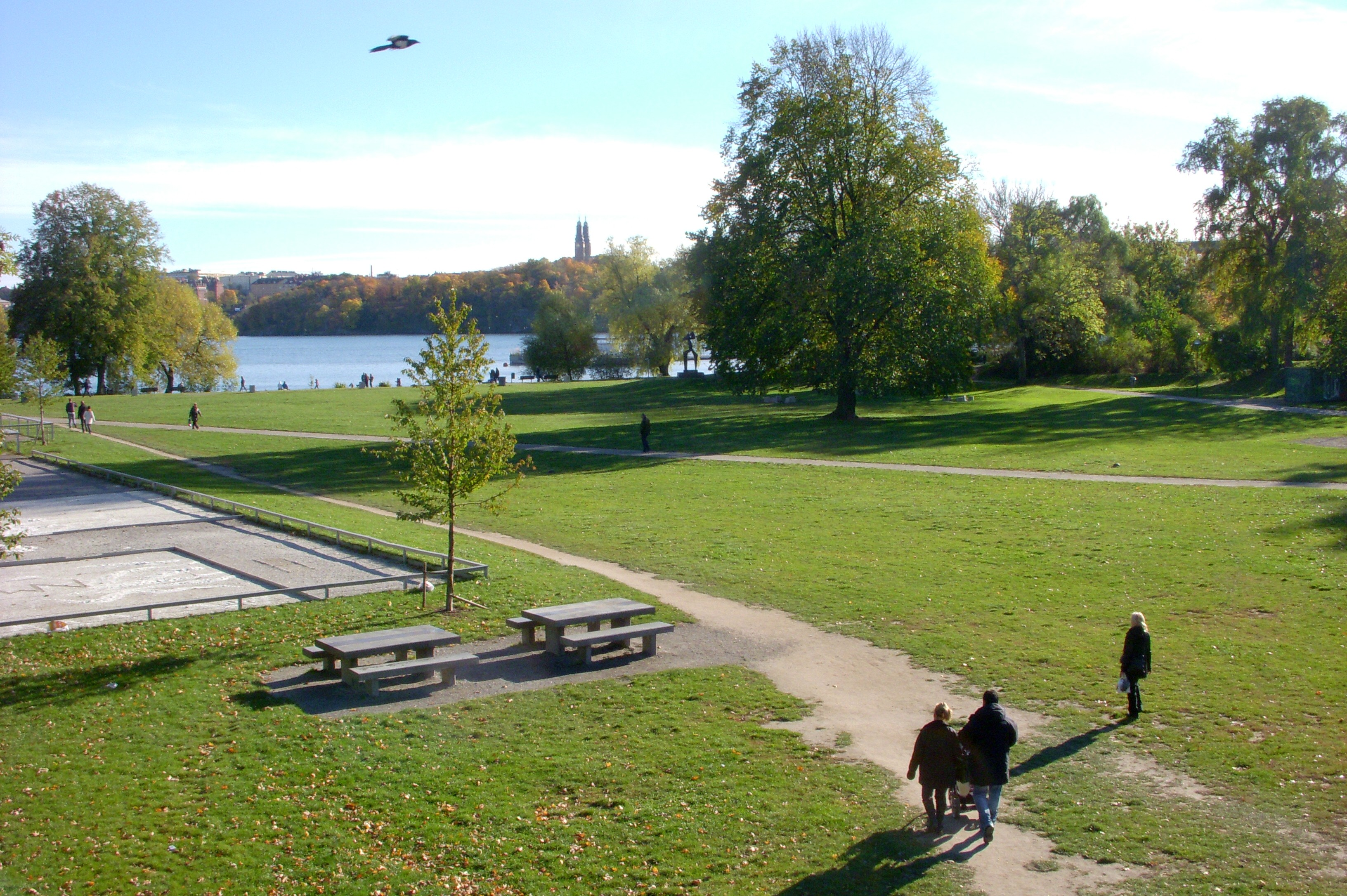

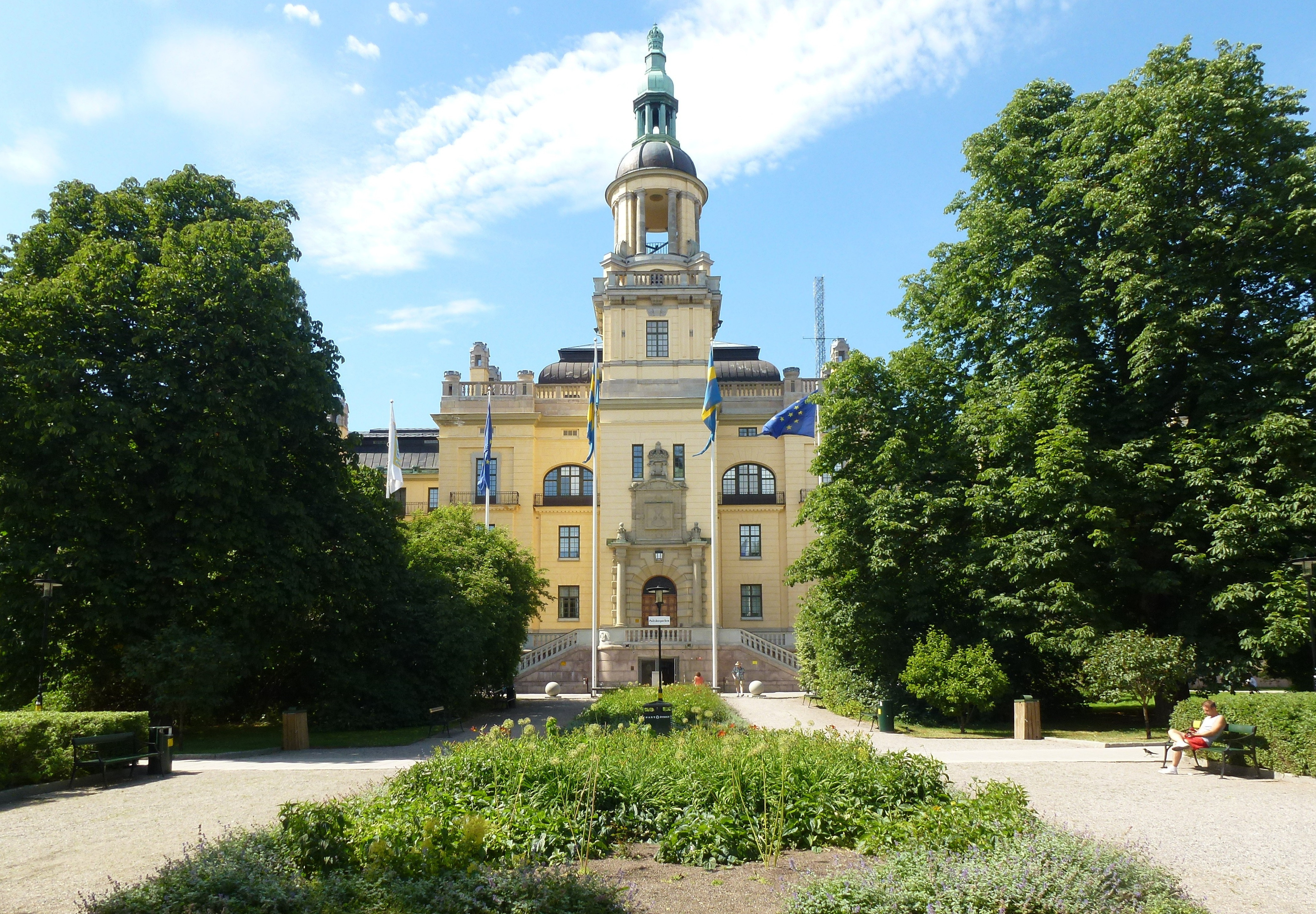
Siège de la police.
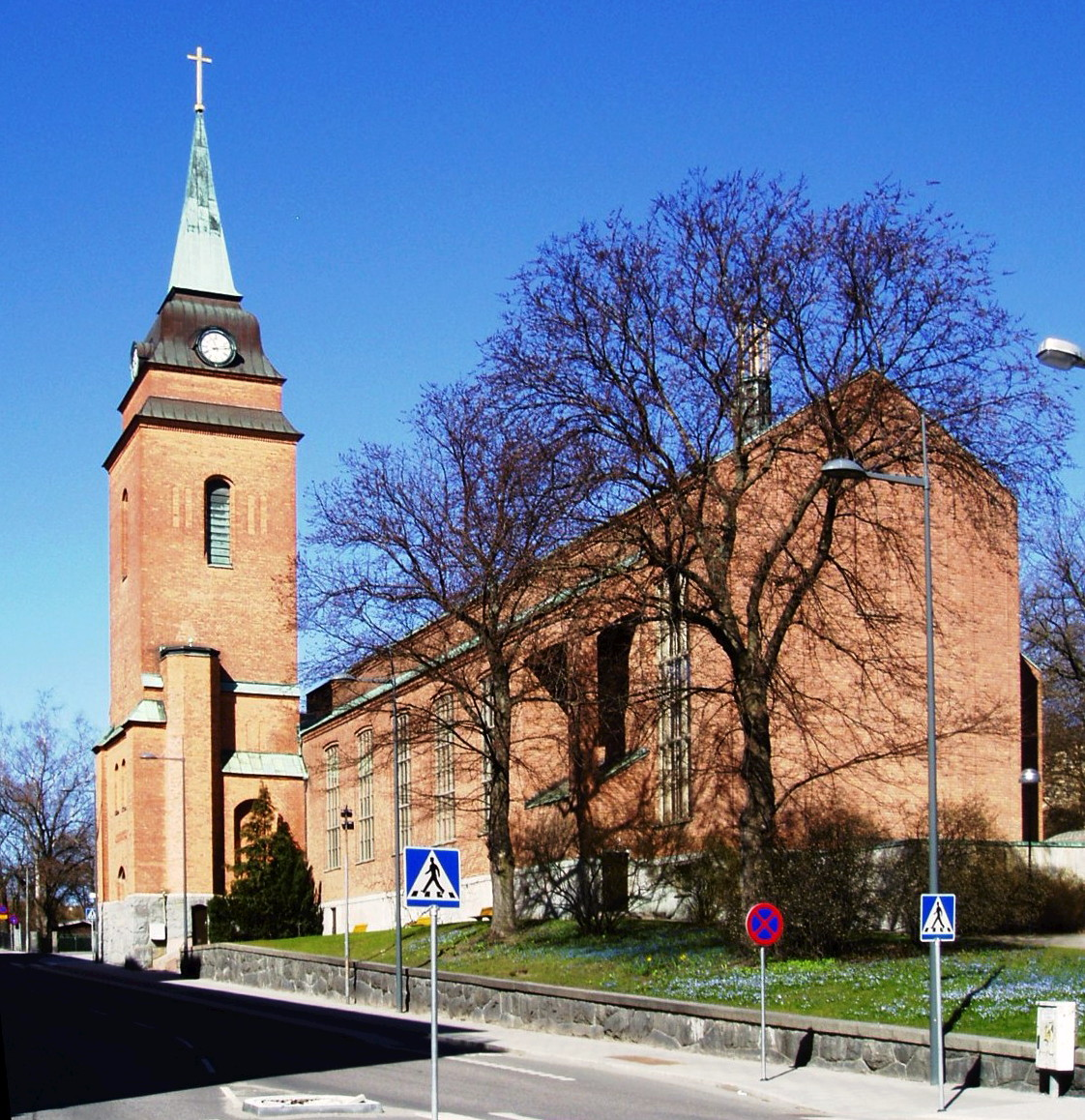
Église Saint-George.
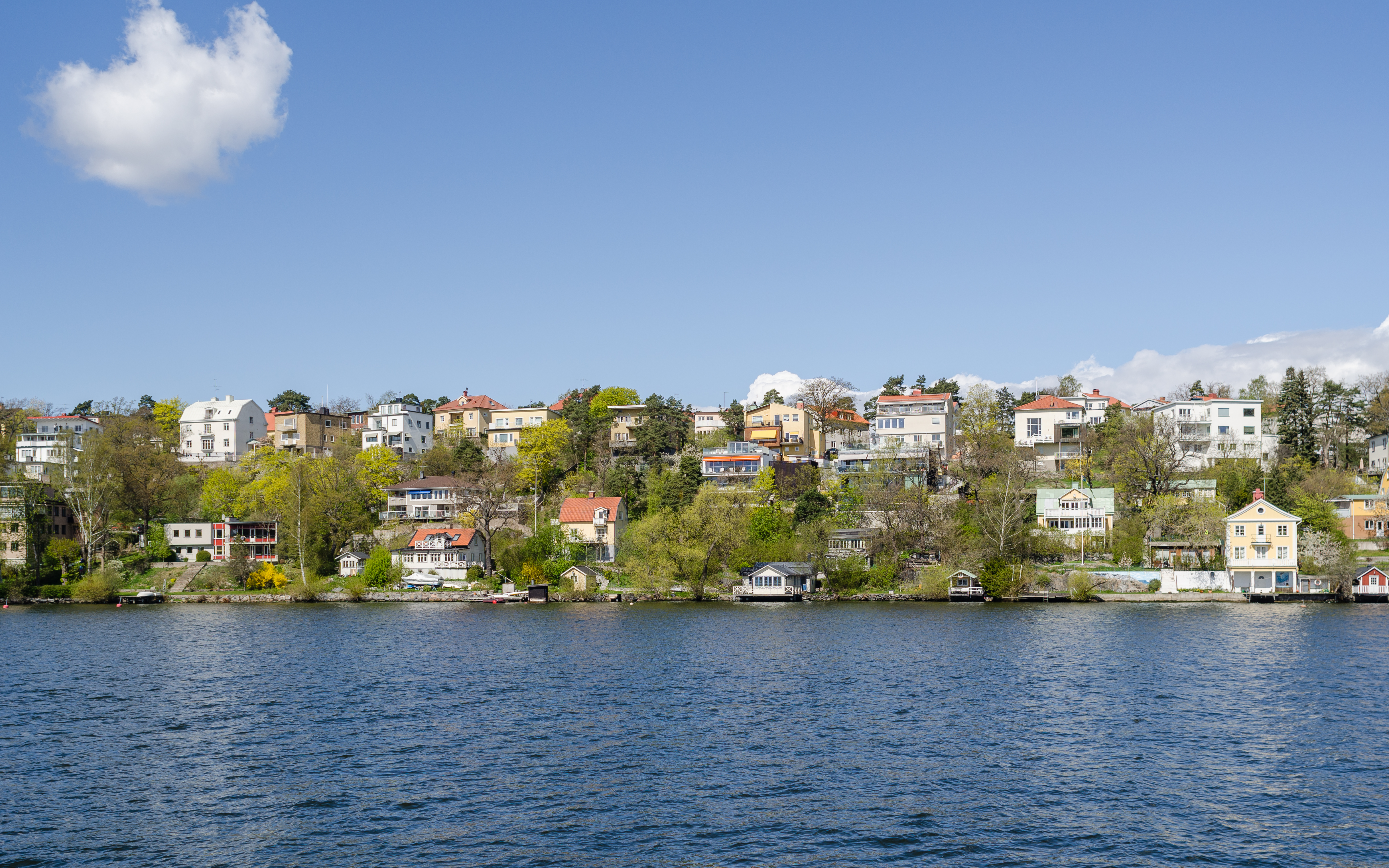
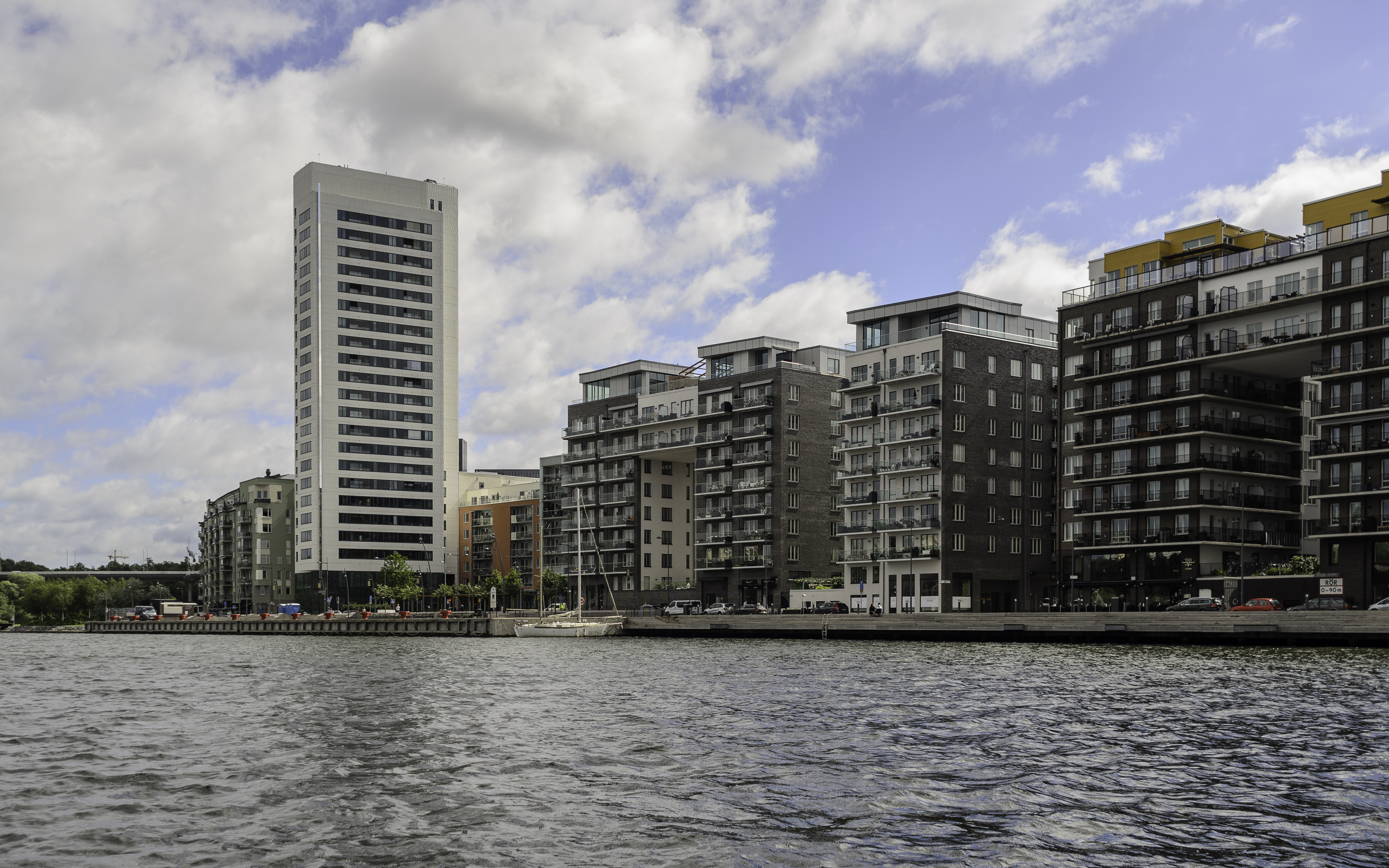